# Dermophis costaricense
Dermophis costaricense е вид земноводно от семейство Dermophiidae.

## Разпространение
Видът е разпространен в Коста Рика.